# Зал Манежа
Зал Манежа (фр. Salle du Manège) в Лувре — это большой зал, построенный при Наполеоне III, для конных занятий при императорской конюшне. С 1928 по 1989 год он использовался в качестве вестибюля музея Лувра. С 1989 года зал передан под экспозицию Лувра, здесь выставлены работы, находящиеся на стыке античной и современной скульптуры.

## История зала

### Создание зала
Между 1855 и 1857 годами Наполеон III поручил архитектору Эктору Лефюэлю построить «отражение» крыла Денона, в том числе создать зал для Законодательного собрания (в настоящее время это 711-й зал музея, или зал Моны Лизы) — важное помещение нового имперского режима, до 1870 года служившее залом для заседаний законодательных органов. Под залом Законодательного собрания, на нулевом этаже, был оборудован конноспортивный манеж, предназначенный для упражнений при императорской конюшне — нынешний зал Манежа.
Площадь зала — 800 м². Он состоит из трех нефов, покрытых сводом из кирпича и камня. Свод поддерживается двумя рядами колонн, необходимых для поддержки огромного зала Законодательного собрания, расположенного этажом выше. Украшение зала Манежа напоминает о его первоначальной функции — на капителях колонн вырезаны головы лошадей и животных, а также охотничьи атрибуты. Двойные арки украшены монограммами Наполеона III.
И северный, и южный конец зала изначально были закрыты. В зал попадали через большие ворота, выходившие во двор конюшни (ныне двор Лефюэля), через специально спроектированный подковообразный пандус. В глубине зала, со стороны Сены, находилась деревянная трибуна, позволявшая зрителям следить за конными выступлениями (эта трибуна сегодня находится в коллекциях Компьенского дворца).

### Музей муляжей
После падения Второй империи лошади покинули императорский манеж, и в 1879 году помещение было передано музею. В 1898 году сюда переехал Музей муляжей (фр. musée des Moulages).

### Вход в Лувр
В 1928 году Зал Манежа снова меняет свое предназначение, теперь он служит входом в музей Лувра.

### Зал скульптур
В 1989 году, после открытия пирамиды Лувра, зал был передан под экспозицию коллекции музея.
Настоящий перекрёсток между Департаментом греческих, этрусских и римских древностей и Департаментом скульптуры, зал Манежа хранит древние скульптуры из королевских коллекций, коллекций Боргезе, Мазарини, Ришельё. Здесь собраны статуи, которые были отреставрированы настолько сильно, что с точки зрения искусства они настолько же относятся к античности (времени их появления), как и к периоду их реставрации. Действительно, до XIX века обнаруженные при археологических раскопках статуи не оставляли в том виде, в котором они дошли до нас — археологи и скульпторы пытались дополнить найденные статуи, зачастую объединяя друг с другом фрагменты различных статуй, получая в итоге оригинальные произведения.

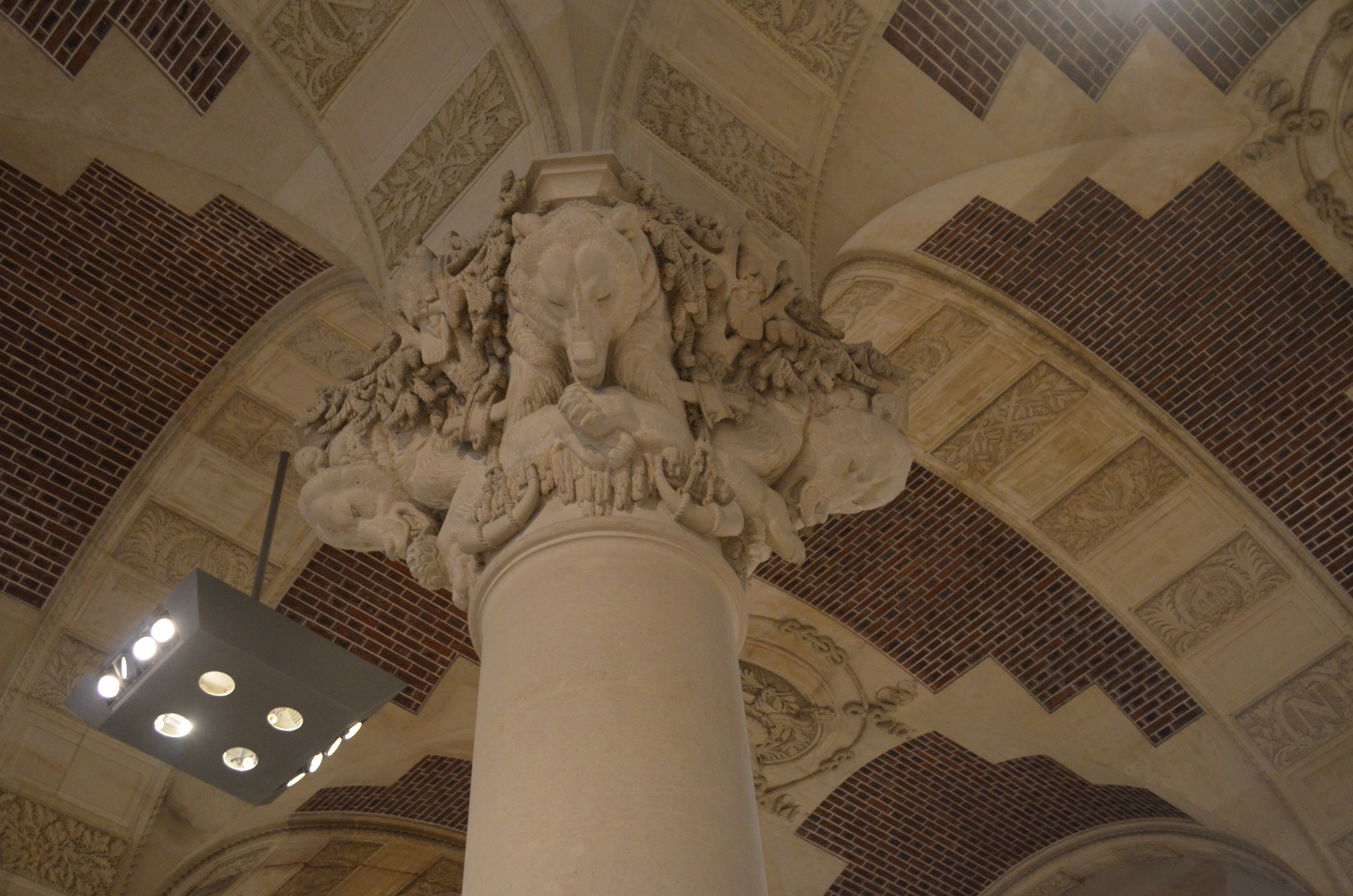
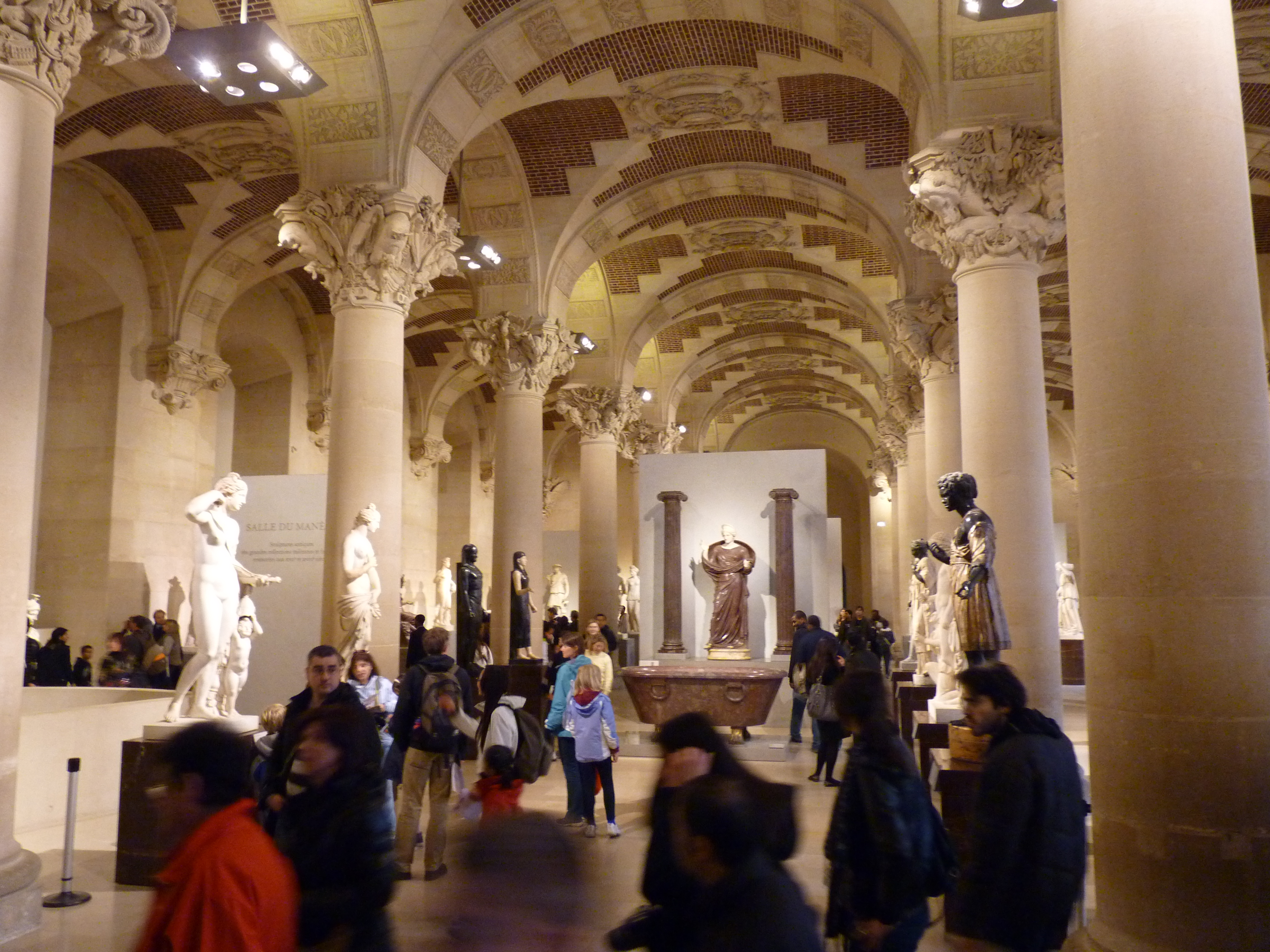
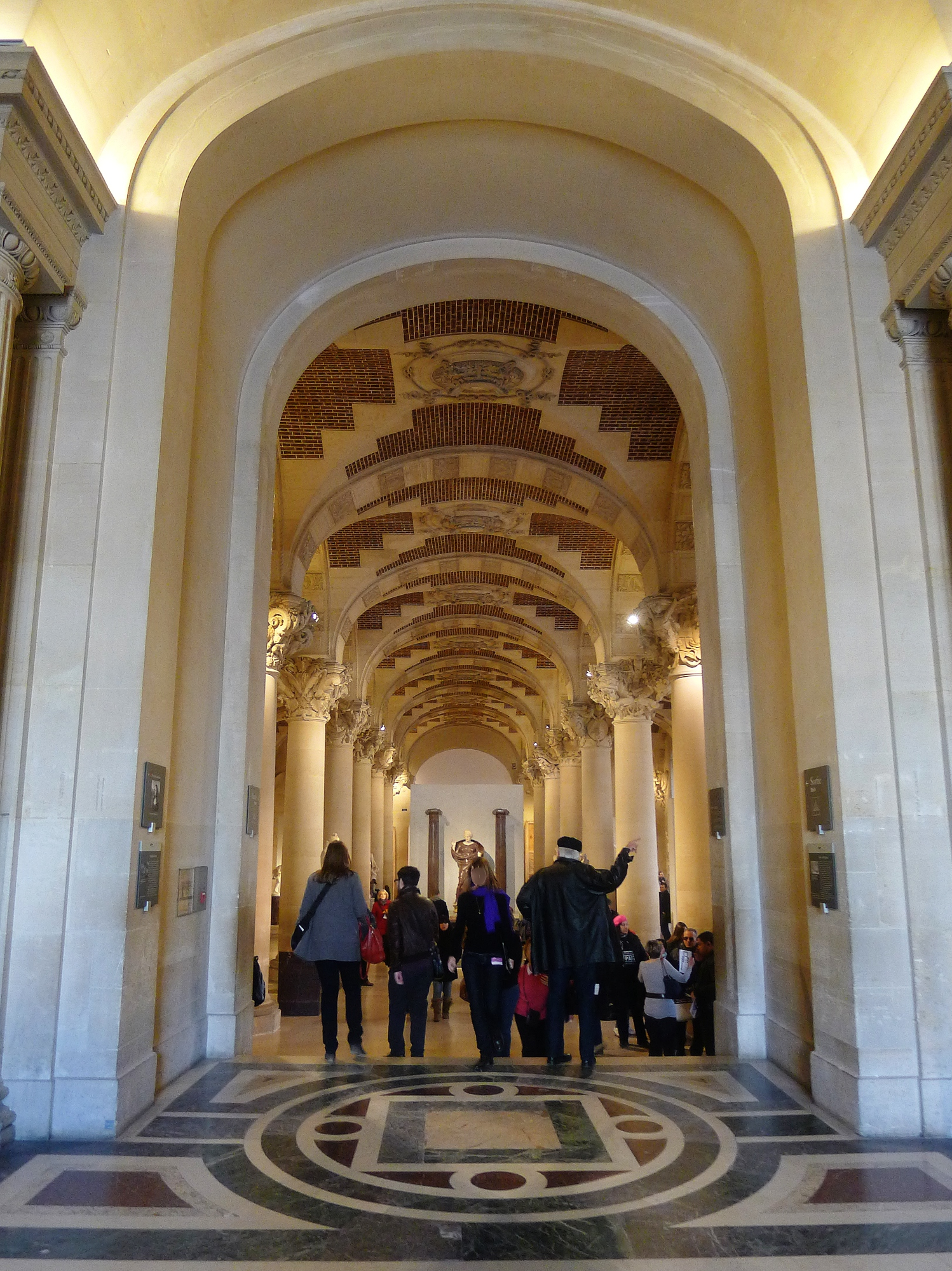
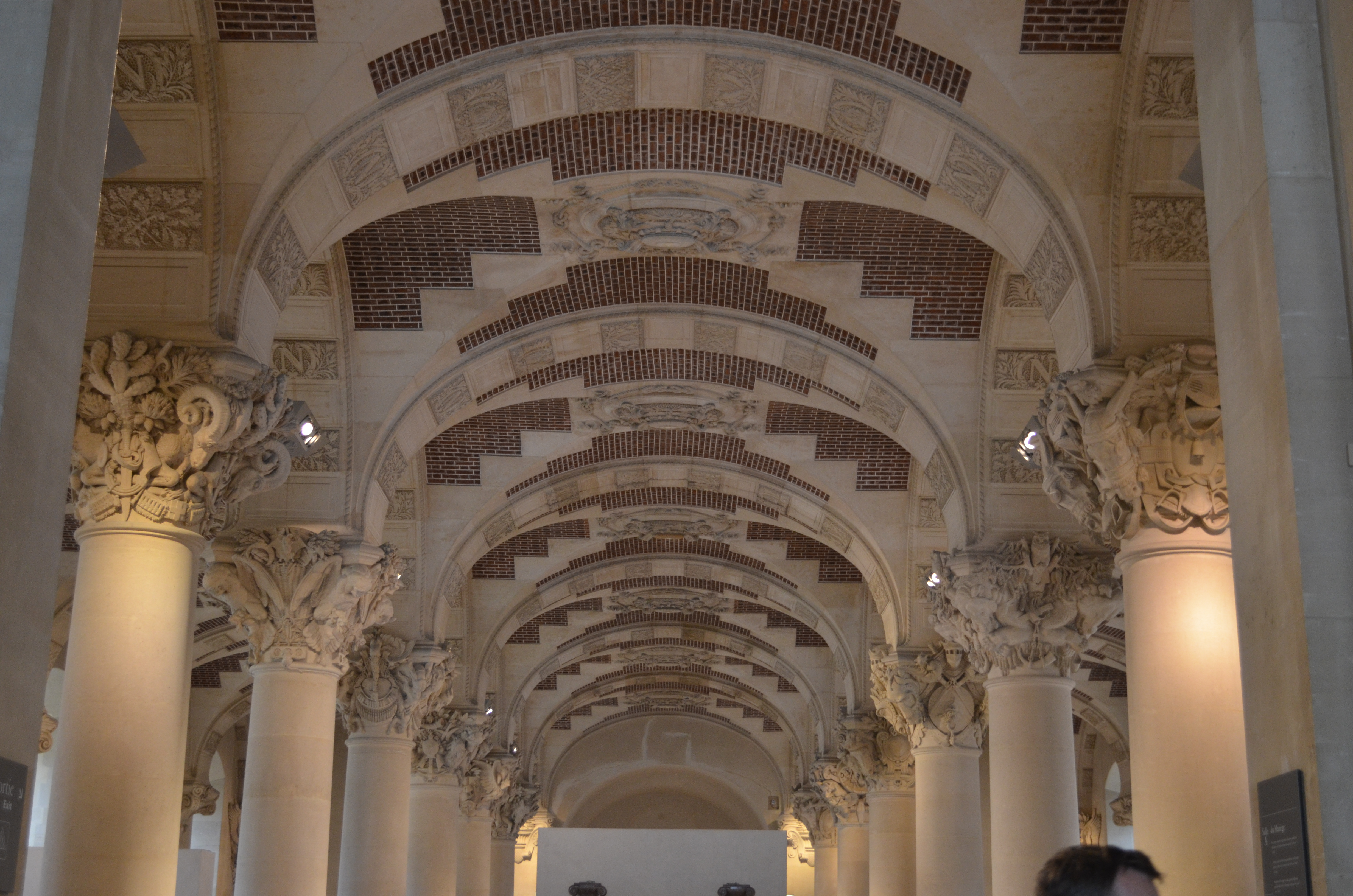